# Alexander William Williamson
Alexander William Williamson, angleški kemik , * 1. maj 1824, London, Velika Britanija, † 6. maj 1904, Surrey, Velika Britanija.

## Življenje
Rodil se je v Londonu kot drugi sin Alexandra Williamsona, ki je bil uradnik na East India House. Njegova mati Antonia McAndrew pa je bila hči trgovke. Imel je sestro Antonio Helen, rojeno leta 1822 in brata Jamesona, ki je umrl že kot otrok.

### Otroštvo
Alexander je zgodnje otroštvo preživel v Brightonu. Ko je bil star 6 let, se je z družino preselil v Kensington, po očetovi upokojitvi pa se je družina preselila v Pariz in potem v Dijon. 
Kot otrok je skozi življenje trpel za številnimi fizičnimi obremenitvami: delno paralizirano levo roko in slepota na desno oko.

### Kariera
Od leta 1841 do 1844 je živel v Heidelbergu, kjer je na željo očeta študiral medicino. Prisoten je bil na predavanjih kemije Leopolda Gmelina in pa na predavanjih anatomije Friedricha Tiedemanna. Kmalu za tem je Williamson povedal očetu, da hoče postati kemik, ne pa fizik, česar pa oče ni dobro sprejel. Prvotno ga je Gmelin skušal odvrniti od študija zaradi Alexandrovih fizičnih omejitev, vendar je kmalu postal impresioniran nad njegovo inteligenco. V prvem letu šolanja se je začel močno zanimati za teorijo galvanizma. Na to temo je kasneje napisal tudi esej, ki govori o bolj preprostem in enostavnem sistemu le tega. V pismih, ki jih je pisal staršem, je večkrat govoril o električnih eksperimentih, v katerih je bil udeležen. Na podlagi eksperimentov je napisal svojo hipotezo, ki pa je bila zavržena. 
Leta 1844 se je Williamson prešolal na Giessen, da bi se učil pod vodstvom Justusa von Liebiga. Tam pa je leta 1845 tudi doktoriral. Rezultati njegovih del so se kazali predvsem na raziskavah na ozonu. V tem času je bil Giessen glavni center v Evropi za poučevanje in raziskovanje kemije. Poleg kemije pa je bil njegov najljubši predmet tudi psihologija. 
Nato je 3 leta preživel v Parizu, kjer je študiral višjo matematiko. S samostojnimi sredstvi je med letoma 1846 in 1849 v Parizu ustanovil zasebni raziskovalni laboratorij. Nudil je tudi zasebne učne ure matematike.
Leta 1849 je bil profesor analitične in praktične kemije na univerzi v Londonu skupaj s Thomasom Grahamom. Ko je postal finančno stabilen, se je leta 1855 poročil z Emmo Catherine Key, ki je bila tretja hčerka Thomasa Hewitta Keyja. Imela sta dva otroka, Oliverja Keyja in Alice Maude.
Leta 1857 je prišlo do eksplozije v njegovem laboratoriju. Zaradi poškodbe oči mesec dni ni mogel delati v laboratoriju. Te nepravilnosti so ga spodbudile pri njegovem nadaljnjem raziskovanju.

### Upokojitev
Leta 1887 se je upokojil in preselil v Hindhead, kjer je po znanstvenih postopkih izvajal eksperimente povezane z živinorejo in poljedelstvom.

### Smrt
Umrl je pri 80. letih, 6.5.1904 v Surreyu, pokopali pa so ga v Brookwoodu.

## Alexander in Choshu 5
V letu 1863 je bilo pet študentov iz klana Choshu pritihotapljenih z Japonskega, saj je bila v tem času Japonska še vedno zaprta država. Po prihodu v London so bili študentje pod okriljem prof. Williamsona. Skupaj s svojo ženo Catherine sta sprejela to skupino in jih naučila angleškega jezika, ter jih predstavila zahodni družbi. Poskrbela sta, da so se vsi šolali na univerzi v Londonu. Trije izmed njih so živeli z Alexandrom, druga dva pa blizu njihove univerze. 
Ko so študentje postali bolj izkušeni, so začeli služiti japonski vladi in naredili izvrstni znanstveni in socialni napredek v modernizaciji Japonske. Kasneje v letu 1865 je z Alexandrom sodelovalo še 14 mednarodnih študentov z Japonskega.

## Raziskave na etrih
Alexandru pripisujemo zasluge za razvoj Williamsonove sinteze etrov, ki jo je razvil leta 1850. Gre za organsko reakcijo med alkoholom in halogenoalkanom, ki tvorita eter. Ta reakcija je dokaj selektivna, saj lahko nadzorovano sestavimo nov eter. To pomeni, da lahko natančno izberemo katere skupine bodo vezane na kisikov mostiček. 
Reakcija poteče v dveh stopnjah: 
1.	Najprej pretvorimo alkohol v natrijev alkoksid.
2.	Nato pustimo, da zreagira s halogenoalkanom (oziroma s halogeniranimi organskimi derivati).

### Potek sinteze etrov
Alkoholu dodamo močno bazo, da ga razcepimo. Nato mu dodamo alkilni halogenid, pri čemer moramo vedeti, da so primarni alkilni halogenidi najbolj učinkoviti. Ker alkoholi lahko reagirajo kot šibke kisline, se radikal iz alkil halogenida veže na mesto, kjer je bil prej alkohol in s tem tvorimo eter. 
Dobimo alkoksidni anion in nato uvedemo svoj alkil halogenid. Ker obstaja elektro negativnost med halogenom in ogljikom, bo zato halogen delno negativen, ogljik pa delno pozitiven. Delno pozitiven ogljik pomeni, da ta ogljik želi elektrone in zato v nadaljnji reakciji deluje kot elektrofil. Osamljen par elektronov v kisiku pa bo deloval kot nukleofil, saj se nasprotni naboji privlačijo. Zato se na ogljik veže kisik in tako se oblikuje eter.

## Dosežki in nagrade za njegovo delo
Vsako leto Kraljeva družba podeli dve kraljevi medalji za najbolj pomembne dosežke v kategoriji naravoslovne znanosti. Tretjo medaljo pa podelijo za ugledne prispevke v uporabnih znanostih. Te je ustanovil kralj George IV leta 1825. Med letoma 1826 in 1964 je vsako leto podelil dve medalji. 
Za raziskovalno delo je Alexander prejel kraljevo medaljo s strani Kraljeve družbe leta 1862. Katere član je bil od leta 1855 in ji služil kot tuji sekretar od leta 1873 do 1889. Dvakrat je bil tudi predsednik Londonske kemijske združbe, od leta 1863 do 1865 in od 1869 do 1871 leta.
Alexander je bil aktiven tudi na drugih področjih: 
-	izvajal je raziskave na ozonu,
-	organski kemiji,
-	na meritvah plinov,
-	na mešanicah in spojinah klorida in hipoklorita.
Največ slave pa mu je prineslo odkritje nove metode sinteze etrov.
Pod svojim imenom je objavil približno 40 besedil v eni knjigi. Nekateri izmed teh del so bili objavljeni pod imenom njegovih učencev. 
Bil je član Evropske akademije znanosti in član Literarne in filozofske zveze v Manchesterju. Bil je tudi aktiven član v znanstvenih raziskavah v Nemčiji (Berlin), Italiji (Turin).
Prejel je honorarni doktorat z univerze v Dublinu, Edinburghu in Durhamu.
Alexander je izdal dve knjigi:
1.	Invasion Invited by the Defenceless State of England, politični trakt, napisan s tastom T. Hewitt Key (London, 1858)
2.	Chemistry for Students (Oxford, 1865; 2. izd., 1868; 3. izd., 1873).